# Byrrhus kaszabi
Byrrhus kaszabi là một loài bọ cánh cứng trong họ Byrrhidae. Loài này được Fiori & Fiori miêu tả khoa học năm 1986.